# 亚麻科
亚麻科植物绝大部分为草本，稀有木本植物，但在热带地区也有一些长成树木的物种。本科植物叶为单叶互生，有的物种有托叶；花两性，5裂，在热带地区也有4裂的。本科植物共有8属约250种，全球分布，其中亚麻属最大，有约180-200种，中国共有4属12种。克朗奎斯特分类法将亚麻科和古柯科、粘木科等单独分为亚麻目，1998年的APG 分类法根据基因亲缘关系将亚麻科列入新设立的金虎尾目，2003年经过修订的APG II 分类法将亚麻藤科合并到本科中，分为“亚麻族”和“亚麻藤族”两类。
最重要的物种亚麻有纤维用和油用的栽培品系，其中纤维用的在中国黑龙江等地有种植，“亚麻纤维”被称为“纤维皇后”。油用的在山西、内蒙等地是重要的油料作物，其油被俗称为“胡麻油”，虽然和胡麻科并没有较近的亲缘关系。
属
- 异腺草属 Anisadenia
- Cliococca
- Hesperolinon
- 亚麻属 Linum
- Radiola
- 石海椒属 Reinwardtia
- Sclerolinon
- 青篱柴属 Tirpitzia

## 历史
对埃及法老墓的研究表明：亚麻织布最迟出现在公元前五千至四千年。古埃及男子衣着习惯是上身袒露，下身包缠着围裙，这种裙子就是亚麻布制成的。在古希腊罗马时代，亚麻传入地中海沿岸，中世纪传入欧洲内地。十世纪，亚麻纤维在欧洲市场上普遍流通。拿破仑时代，法国盛产亚麻，拿破仑曾发布命令悬赏100万法郎，征集亚麻纺织品高速高质量纺纱机。1810年法国人菲利普·热拉尔发明了湿纺细纱机。